# Solomon Kane
Solomon Kane je fiktivní hrdina, ústřední postava řady dobrodružných povídek Roberta E. Howarda. Je popsán jako puritán, bojující proti různým podobám zla. Příběhy autor vložil do období na přelomu 16 a 17. století do Evropy a Afriky.
Jeho příběhy byly později zpracovány i jako komiks, v roce 2009 byl natočen stejnojmenný koprodukční film.